# Kurt Daluege

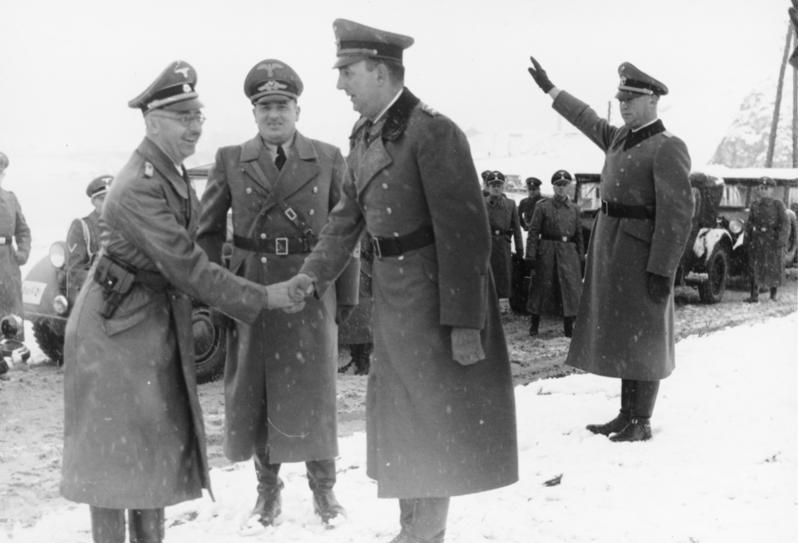
Daluege (à direita) em 1939, apertando as mãos de Heinrich Himmler (esquerda). Hans Frank também pode ser visto de pé entre os dois homens.

Kurt Max Franz Daluege (15 de setembro de 1897 – 24 de outubro de 1946) foi um oficial nazista alemão. Um dos cabeças do partido, ele tinha a patente de SS-Oberstgruppenführer e ainda era Generaloberst der Polizei (Polícia) como chefe da Ordnungspolizei. Kurt Daluege ainda foi governador do Protectorado de Boêmia e Morávia depois que Reinhard Heydrich foi assassinado.
Em maio de 1945, Daluege foi preso por tropas americanas em Lübeck e foi internado em Nuremberg até setembro de 1946 quando foi extraditado para a Checoslováquia. Kurt Daluege foi enforcado por crimes contra a humanidade na prisão de Pankrác em Praga em 24 de outubro de 1946. Ele foi considerado culpado por um tribunal checo por seus crimes cometidos durante a ocupação alemã da Checoslováquia. Daluege foi enterrado no cemitério de Ďáblice.